# Armorial des communes des Alpes-Maritimes
- il comporte peu ou pas de sources.
- il reste des blasons à dessiner dans cet armorial.
- certaines figures sont encore dans un format bitmap et doivent être vectorisées.

Blason de la Provence : D'azur à une fleur de lys d'or surmonté d'un lambel de gueules à trois pendants.
Blason des Alpes-Maritimes : D'argent à un mont de trois coupeaux de sable, soutenu d'une mer d'azur agitée du champ et mouvant de la pointe, le tout empiété d'une aigle couronnée au vol abaissé de gueules .
Blason de Savoie : De gueules à la croix d'argent.

Cette page dresse l'ensemble des armoiries connues (figures et blasonnements) des communes des Alpes-Maritimes disposant à ce jour d'un blason. Les blasons héraldiquement incorrects (dits à enquerre) sont également compris dans cet armorial, mais les pseudo-blasons (gribouillages d'amateurs ne respectant aucune règle de construction héraldique et ne ressemblant que vaguement à un écu), et les communes ne disposant pas de blason, en sont volontairement exclus.

(0 dessin(s) en attente.)
- Haut – A
- B
- C
- D
- E
- F
- G
- H
- I
- J
- K
- L
- M
- N
- O
- P
- Q
- R
- S
- T
- U
- V
- W
- X
- Y
- Z

## A
| Blason de Aiglun | Blason  | D’azur à l’aigle d’argent empiétant un poisson du même.           |
| Blason de Aiglun | Détails | Armes parlantes. Le statut officiel du blason reste à déterminer. |

| Blason de Amen | Blason  | D'or à trois pals de gueules, mantelé d'azur à la croisette pattée du 1er.                                                                          |
| Blason de Amen | Détails | Amen fut, à l'instar des cinq autres hameaux de la commune de Guillaumes, doté d'un blason propre. Le statut officiel du blason reste à déterminer. |

| Blason de Amirat | Blason  | D'or à un écureuil de gueules, coupé de sable à une fasce d'argent. |
| Blason de Amirat | Détails | Le statut officiel du blason reste à déterminer.                    |

| Blason de Andon | Blason  | D’argent à trois sapins de sinople, au chef d’azur chargé d’une aigle d’or accostée des lettres A et T gothiques du champ.          |
| Blason de Andon | Détails | Blason adopté lors de la délibération du conseil municipal du 27 août 1971, délibération approuvée le 8 octobre 1971 par le préfet. |

| Blason de Antibes | Blason  | D'azur à la croix d'argent cantonnée de quatre fleurs de lis d'or, au lambel de gueules, brochant sur le montant de la croix et mouvant du chef, au chef de France ancien. DeviseFidei servandæ exemplum 1815 (Exemple mémorable de fidélité 1815). |
| Blason de Antibes | Détails | Conflit héraldique : le blasonnement dit que le lambel est mouvant de la pointe, l’écu montre un interstice entre le haut du lambel et le trait de partition inférieur du chef. La base des armoiries est la croix d'argent sur azur, datant des Croisades. Le lambel est tiré des armes de Provence, les lys cantonnés du rattachement au royaume de France, dont Antibes devint l'une des Bonnes Villes, ce qui explique le chef de France. La devise quant à elle fut personnellement attribuée par le roi Louis XVIII, en remerciement à la ville pour avoir rejeté Napoléon Ier lors des Cent Jours. Le statut officiel du blason reste à déterminer. |

| Blason de Ascros | Blason  | Écartelé : au 1er et 4e, losangé d’argent et de gueules, au 2e d’azur à une étoile de huit rais d’or, au 3e du même à la fasce d’azur. |
| Blason de Ascros | Détails | Le statut officiel du blason reste à déterminer.                                                                                       |

| Blason de Aspremont | Blason  | D'argent à l'aigle de gueules empiétant une montagne de trois coupeaux de sable mouvant de la pointe, surmontée d'une étoile d'azur. |
| Blason de Aspremont | Détails | Le statut officiel du blason reste à déterminer.                                                                                     |

| Blason de Auribeau-sur-Siagne | Blason  | D’argent à saint Antoine de carnation vêtu et nimbé d’or, barbé du champ, tenant dans ses mains un livre ouvert du même, le tout posé sur une terrasse de sinople. |
| Blason de Auribeau-sur-Siagne | Détails | Le statut officiel du blason reste à déterminer. |

| Blason de Auvare | Blason  | De gueules au chef d’or.                         |
| Blason de Auvare | Détails | Le statut officiel du blason reste à déterminer. |

- Haut – A
- B
- C
- D
- E
- F
- G
- H
- I
- J
- K
- L
- M
- N
- O
- P
- Q
- R
- S
- T
- U
- V
- W
- X
- Y
- Z

## B
| Blason de Bairols | Blason  | Coupé-crénelé d’argent à une étoile de huis rais de gueules et du même plain. |
| Blason de Bairols | Détails | Le statut officiel du blason reste à déterminer.                              |

| Blason de Bar-sur-Loup (Le) | Blason  | De gueules au lion d’or au chef du même chargé d’une fleur de lys d’azur. |
| Blason de Bar-sur-Loup (Le) | Détails | Le statut officiel du blason reste à déterminer.                          |

| Blason de Barels | Blason  | Palé d'or et de gueules de huit pièces, au chef d'argent chargé d'une rose d'azur accostée de deux aiglettes au vol abaissé de gueules. DeviseRectus et liber. |
| Blason de Barels | Détails | Blason attribué par la commune de Guillaumes, dont Barels est un hameau. Le statut officiel du blason reste à déterminer.                                      |

| Blason de Beaulieu-sur-Mer | Blason  | Coupé : d'azur au soleil d’or et du même à l’olivier arraché de sinople fruité de sable. |
| Blason de Beaulieu-sur-Mer | Détails | Le statut officiel du blason reste à déterminer.                                         |

| Blason de Beausoleil | Blason  | D’azur à l'olivier d’argent terrassé d’or accompagné d’un soleil du même mouvant de l’angle senestre du chef et d’une étoile du 3e au canton dextre du chef. |
| Blason de Beausoleil | Détails | Le statut officiel du blason reste à déterminer. |

| Blason de Belvédère | Blason  | D’argent à trois arbres au naturel rangés en fasce, au chef d’azur chargé d’un renard au naturel. |
| Blason de Belvédère | Détails | Le statut officiel du blason reste à déterminer.                                                  |

| Blason de Bendejun | Blason  | D’azur à l’aiguière d’or.                        |
| Blason de Bendejun | Détails | Le statut officiel du blason reste à déterminer. |

| Blason de Berre-les-Alpes | Blason  | De gueules au château donjonné de trois tours d'argent, chargé d'une cotice en bande d'azur. |
| Blason de Berre-les-Alpes | Détails | Le statut officiel du blason reste à déterminer.                                             |

| Blason de Beuil | Blason  | D’or à une étoile de seize rais de gueules.      |
| Blason de Beuil | Détails | Le statut officiel du blason reste à déterminer. |

| Blason de Bézaudun-les-Alpes | Blason  | D’azur à la tour d’argent ouverte ajourée et maçonnée de sable, senestrée d’une crosse d’or. |
| Blason de Bézaudun-les-Alpes | Détails | Le statut officiel du blason reste à déterminer.                                             |

| Blason de Biot | Blason  | De gueules à la croix de Malte pommetée d'or surmontée d'un agneau pascal d'argent, la tête contournée. DeviseFaï o lesso faire (Fais ou laisse faire). |
| Blason de Biot | Détails | Le statut officiel du blason reste à déterminer. |
| Blason de Biot | Alias   | De gueules à la croix de Malte pommetée d'argent. |

| Blason de Blausasc | Blason  | Tranché : de gueules à une rose d'argent, et du même à une molette du 1er. |
| Blason de Blausasc | Détails | Le statut officiel du blason reste à déterminer.                           |

| Blason de Bollène-Vésubie (La) | Blason  | Coupé : d'argent à l’aigle bicéphale d’azur, et du 1er à une grappe de groseille tigée et feuillée au naturel. |
| Blason de Bollène-Vésubie (La) | Détails | Le statut officiel du blason reste à déterminer.                                                               |

| Blason de Bonson | Blason  | D’azur au mont escarpé de six coupeaux d’argent, mouvant de la pointe et surmonté d’une flèche tombante du même. |
| Blason de Bonson | Détails | Le statut officiel du blason reste à déterminer.                                                                 |

| Blason de Bouchanières | Blason  | Palé d'or et de gueules de huit pièces, au chef d'argent chargé d'un bourdon de pèlerin du 2e accosté de deux sapins de sable. |
| Blason de Bouchanières | Détails | Conflit héraldique : le blasonnement annonce un palé d’or et de gueules de huit pièces, le blason montre d’or aux trois pals de gueules. Blason attribué par la commune de Guillaumes, dont Bouchanières est un hameau. Le statut officiel du blason reste à déterminer. |

| Blason de Bouyon | Blason  | D’argent à un peson de gueules.                  |
| Blason de Bouyon | Détails | Le statut officiel du blason reste à déterminer. |

| Blason de Breil-sur-Roya | Blason  | D’azur à une tour d’argent ouverte de gueules et maçonnée de sable, surmontée d’un faucon au vol éployé aussi d’argent portant une couronne de marquis d’or. |
| Blason de Breil-sur-Roya | Détails | Le statut officiel du blason reste à déterminer. |

| Blason de Briançonnet | Blason  | D’azur à la Sainte Vierge de carnation, habillée de gueules, avec son châle d’argent, assise sur un tertre de sinople, tenant de la main senestre un sceptre fleurdelysé d’or et soutenant de son bras dextre l’Enfant Jésus du 2e habillé du 3e, tous deux couronnés et nimbés aussi d’or. |
| Blason de Briançonnet | Détails | Le statut officiel du blason reste à déterminer. |

| Blason de Brigue (La) | Blason  | Écartelé : de gueules à l’aigle bicéphale couronnée d’or, et d’azur à saint Martin à cheval partageant son manteau avec un pauvre d’argent, sur le tout d’or au mouton de gueules. |
| Blason de Brigue (La) | Détails | Le statut officiel du blason reste à déterminer. |

| Blason de Broc (Le) | Blason  | D’or à un broc de gueules.                                        |
| Blason de Broc (Le) | Détails | Armes parlantes. Le statut officiel du blason reste à déterminer. |

- Haut – A
- B
- C
- D
- E
- F
- G
- H
- I
- J
- K
- L
- M
- N
- O
- P
- Q
- R
- S
- T
- U
- V
- W
- X
- Y
- Z

## C
| Blason de Cabris | Blason  | Parti : d'azur à la chèvre saillante d'argent, et de gueules à la clef renversée et contournée d'or surmontée de trois chevronnels du même. |
| Blason de Cabris | Détails | Armes parlantes (cabri = chèvre). Le statut officiel du blason reste à déterminer.                                                          |
| Blason de Cabris | Alias   | D’azur à la chèvre d’argent. |

| Blason de Cagnes-sur-Mer | Blason  | Coupé : d'or à un levron passant d'azur, et de gueules à la barre d'argent. |
| Blason de Cagnes-sur-Mer | Détails | Le statut officiel du blason reste à déterminer.                            |

| Blason de Caille | Blason  | Parti : d’azur à une hache d’armes d’argent, et de gueules à une tour donjonnée de trois tourelles d’or. |
| Blason de Caille | Détails | Le statut officiel du blason reste à déterminer.                                                         |

| Blason de Cannes | Blason  | D'azur à une palme d'argent posée en barre, accompagnée de deux fleurs de lys d'or. |
| Blason de Cannes | Détails | Le statut officiel du blason reste à déterminer.                                    |

| Blason de Cannet (Le) | Blason  | D’azur à une palme d’or posée en barre, accompagnée de deux fleurs de lys d’argent, brisé en chef d’un lambel de gueules                                                           |
| Blason de Cannet (Le) | Détails | Le lambel de gueules, théoriquement fautif, est ici acceptable (brisure des armes de Cannes sur le modèle des armes de Provence). Le statut officiel du blason reste à déterminer. |

| Blason de Cantaron | Blason  | D’azur à une tour posée sur un rocher mouvant de la pointe et sommée d’un coq contourné, le tout d’argent. |
| Blason de Cantaron | Détails | Le statut officiel du blason reste à déterminer.                                                           |

| Blason de Cap-d'Ail | Blason  | D’azur à une tour d’argent terrassée de sinople, accompagnée de trois abeilles d’or mal ordonnées. |
| Blason de Cap-d'Ail | Détails | Le statut officiel du blason reste à déterminer.                                                   |

| Blason de Carros | Blason  | D’azur à trois tours d’argent rangées en fasce, celle du milieu plus haute que les deux autres, surmontées de deux losanges d'or. |
| Blason de Carros | Détails | Le statut officiel du blason reste à déterminer.                                                                                  |

| Blason de Castagniers | Blason  | D'argent à la branche de châtaignier fruitée au naturel et posée en pal, au chef d'azur chargé de trois coquilles d'or renversées et mal ordonnées. |
| Blason de Castagniers | Détails | Armes parlantes (en occitan castanhièr). Le statut officiel du blason reste à déterminer.                                                           |
| Blason de Castagniers | Alias   | D’argent au châtaignier arraché de sinople, fruité d’or et chargé sur le fût d’une coquille du même.                                                |

| Blason de Castellar | Blason  | D'or à une tour (château) de gueules, ouverte et ajourée du champ, sommée d'une aigle bicéphale de sable, becquée, languée, membrée et armée du 2e. |
| Blason de Castellar | Détails | Le statut officiel du blason reste à déterminer. |

| Blason de Castillon | Blason  | D'argent à une tour adextrée d'un avant-mur de sable, maçonnés d'or, ouverts et ajourés de gueules, au franc-quartier du même chargé de saint Georges à cheval, contourné, d'argent, terrassant un dragon de sinople. |
| Blason de Castillon | Détails | Le franc-quartier, théoriquement fautif (sinople sur gueules) est ici acceptable au vu de la charge. Le statut officiel du blason reste à déterminer.                                                                 |

| Blason de Caussols | Blason  | De gueules à l’étoile rayonnante d’argent accompagnée de trois fleurs de lys d’or. |
| Blason de Caussols | Détails | Le statut officiel du blason reste à déterminer.                                   |

| Blason de Châteauneuf-d'Entraunes | Blason  | D'argent à un château d'azur posé sur un tertre de sinople mouvant de la pointe, sommé de deux écureuils affrontés de gueules tenant une ancre de marine du même. |
| Blason de Châteauneuf-d'Entraunes | Détails | Armes parlantes. Le statut officiel du blason reste à déterminer.                                                                                                 |

| Blason de Châteauneuf-Grasse | Blason  | Coupé : d'un parti d'or à l'aigle bicéphale de sable, et d'azur à la fleur de lis d'or, et de gueules à un château donjonné d'argent ouvert et maçonné de sable. |
| Blason de Châteauneuf-Grasse | Détails | Armes parlantes. Le statut officiel du blason reste à déterminer.                                                                                                |

| Blason de Châteauneuf-Villevieille | Blason  | D’argent à un château donjonné de gueules, accompagné de six fleurs de lys du même. |
| Blason de Châteauneuf-Villevieille | Détails | Armes parlantes. Le statut officiel du blason reste à déterminer.                   |

| Blason de Cipières | Blason  | D’argent à saint Mayeul sous l’apparence d’un moine de carnation, habillé de sable, nimbé d’or, la main senestre sur son cœur, la dextre tenant une crosse du même. |
| Blason de Cipières | Détails | Le statut officiel du blason reste à déterminer. |

| Blason de Clans | Blason  | D’argent à un ours d’azur langué de gueules, chapé du même. |
| Blason de Clans | Détails | Le statut officiel du blason reste à déterminer.            |

| Blason de Coaraze | Blason  | D'or à un lézard montant d'azur, la queue rompue en pointe. |
| Blason de Coaraze | Détails | Le statut officiel du blason reste à déterminer.            |

| Blason de Colle-sur-Loup (La) | Blason  | D'azur à une montagne de trois coupeaux d'argent mouvant de la pointe, chargée d'un loup de sable surmonté d'une épée basse d'or brochant sur le coupeau médian accostée en chef de deux coquilles du même. |
| Blason de Colle-sur-Loup (La) | Détails | Armes parlantes. Le statut officiel du blason reste à déterminer. |

| Blason de Collongues | Blason  | D’or au paon passant d’azur sur une terrasse de sinople. |
| Blason de Collongues | Détails | Le statut officiel du blason reste à déterminer.         |

| Blason de Colomars | Blason  | D’or à un mont de gueules sommé d’un coq du même. |
| Blason de Colomars | Détails | Le statut officiel du blason reste à déterminer.  |

| Blason de Conségudes | Blason  | D’azur à un mont d’argent mouvant de la pointe, sommé d’une tour du même. |
| Blason de Conségudes | Détails | Le statut officiel du blason reste à déterminer.                          |

| Blason de Contes | Blason  | D'azur au grenadier fruité de cinq pièces d'or, terrassé de sinople. |
| Blason de Contes | Détails | Le statut officiel du blason reste à déterminer.                     |

| Blason de Courmes | Blason  | D’azur à deux lions affrontés d’or soutenant un rocher d’argent en chef. |
| Blason de Courmes | Détails | Le statut officiel du blason reste à déterminer.                         |

| Blason de Coursegoules | Blason  | D'azur au cor contourné d'or enfermant trois fleurs de lys du même mal ordonnées entre le lacs et le cor, à la champagne du même chargée de deux rameaux d'olivier de sinople passés en sautoir. |
| Blason de Coursegoules | Détails | Le statut officiel du blason reste à déterminer. |

| Blason de Croix-sur-Roudoule (La) | Blason  | D’azur à la croix d’or cantonnée de quatre croisettes du même. |
| Blason de Croix-sur-Roudoule (La) | Détails | Le statut officiel du blason reste à déterminer.               |

| Blason de Cuébris | Blason  | De gueules au lion d’or, au chef d'argent chargé de l’inscription CUEBRIS en lettres capitales de sable. |
| Blason de Cuébris | Détails | Le statut officiel du blason reste à déterminer.                                                         |

- Haut – A
- B
- C
- D
- E
- F
- G
- H
- I
- J
- K
- L
- M
- N
- O
- P
- Q
- R
- S
- T
- U
- V
- W
- X
- Y
- Z

## D
| Blason de Daluis | Blason  | De gueules à un château donjonné de trois tours d’or. |
| Blason de Daluis | Détails | Le statut officiel du blason reste à déterminer.      |

| Blason de Drap | Blason  | Écartelé : au 1er d’argent à un olivier arraché de sinople fruité de sable, au 2e d’argent à la roue de sainte Catherine de gueules, au 3e d’azur à une fleur de lin d’argent tigée en bande et feuillée de sinople, au 4e d’azur au crosseron contourné d’argent, au filet en croix d’or brochant sur la partition. |
| Blason de Drap | Détails | Le statut officiel du blason reste à déterminer. |

| Blason de Duranus | Blason  | Tranché : d'azur à une tour d'argent, et de gueules à une coquille d'or, à la cotice d'argent brochant sur la partition. |
| Blason de Duranus | Détails | Le statut officiel du blason reste à déterminer.                                                                         |

- Haut – A
- B
- C
- D
- E
- F
- G
- H
- I
- J
- K
- L
- M
- N
- O
- P
- Q
- R
- S
- T
- U
- V
- W
- X
- Y
- Z

## E
| Blason de Entraunes | Blason  | De gueules au sautoir ondé d'argent chargé en cœur d'une étoile de huit rais du champ. |
| Blason de Entraunes | Détails | Le statut officiel du blason reste à déterminer.                                       |

| Blason de Escarène (L') | Blason  | D'or denticulé de sable, au chevron d'azur chargé de cinq étoiles du champ, accompagné en pointe d'un faucon chaperonné du 2e posé sur un mont isolé du même. |
| Blason de Escarène (L') | Détails | Le statut officiel du blason reste à déterminer. |

| Blason de Escragnolles | Blason  | D’or au sautoir de sinople cantonné en chef d’un roc d’échiquier du même. |
| Blason de Escragnolles | Détails | Le statut officiel du blason reste à déterminer.                          |

| Blason de Èze | Blason  | D’azur à un os de jambe en pal sommé d’un phénix sur son immortalité et accosté de deux pampres fruités, chacun de deux pièces le tout d’argent. |
| Blason de Èze | Détails | Le statut officiel du blason reste à déterminer.                                                                                                 |
| Blason de Èze | Alias   | Reproduction du blason original. |

- Haut – A
- B
- C
- D
- E
- F
- G
- H
- I
- J
- K
- L
- M
- N
- O
- P
- Q
- R
- S
- T
- U
- V
- W
- X
- Y
- Z

## F
| Blason de Falicon | Blason  | Parti : de gueules et d'or à la crosse de l'un en l'autre mouvant de la pointe. |
| Blason de Falicon | Détails | Le statut officiel du blason reste à déterminer.                                |

| Blason de Ferres (Les) | Blason  | D’azur à la fasce d’argent accompagnée en chef d’un dragon d’or et en pointe d’une châtaigne hérissonnée du même. |
| Blason de Ferres (Les) | Détails | Le statut officiel du blason reste à déterminer.                                                                  |

| Blason de Fontan | Blason  | Tranché : de sinople et de pourpre, à la fontaine du lieu d’argent brochant sur le tout. DeviseFontes aquarium (Sources des eaux). |
| Blason de Fontan | Détails | Armes parlantes. Le statut officiel du blason reste à déterminer.                                                                  |
| Blason de Fontan | Alias   | De gueules à la fontaine du lieu d'argent, au franc-canton d'azur* chargé de saint Georges terrassant le dragon, le tout d'argent. |

- Haut – A
- B
- C
- D
- E
- F
- G
- H
- I
- J
- K
- L
- M
- N
- O
- P
- Q
- R
- S
- T
- U
- V
- W
- X
- Y
- Z

## G
| Blason de Gars | Blason  | D’azur à saint Laurent bénissant d’argent barbé de sable, habillé et auréolé d’or, tenant dans sa main senestre un globe du même, à un gril d’argent en pal, la poignée en chef, à ses pieds à senestre, le tout posé sur une nuée du même mouvant de la pointe. |
| Blason de Gars | Détails | Le statut officiel du blason reste à déterminer. |

| Blason de Gattières | Blason  | De gueules au lion d’or tenant dans sa patte dextre une tour d’argent chargée d’une croisette du champ. |
| Blason de Gattières | Détails | Le statut officiel du blason reste à déterminer.                                                        |

| Blason de Gaude (La) | Blason  | D’azur au coq essorant d’or posé sur une terrasse de sinople. |
| Blason de Gaude (La) | Détails | Le statut officiel du blason reste à déterminer.              |

| Blason de Gilette | Blason  | De gueules à une tour d’argent maçonnée de sable, supportée à dextre par un ours contourné d’or et à senestre par un lion du même. |
| Blason de Gilette | Détails | Le statut officiel du blason reste à déterminer.                                                                                   |

| Blason de Gorbio | Blason  | D’azur au mont d’argent issant d’une mer du même mouvant de la pointe, au chef d’or chargé d’une aigle bicéphale de sable. |
| Blason de Gorbio | Détails | Le statut officiel du blason reste à déterminer.                                                                           |

| Blason de Gourdon | Blason  | D’or à un mur crénelé de trois pièces de gueules maçonné de sable, sommé d’un lion du même. |
| Blason de Gourdon | Détails | Le statut officiel du blason reste à déterminer.                                            |

| Blason de Grasse | Blason  | D'azur à l'agneau pascal d'argent, la tête contournée, ornée d'un nimbe d'or chargé de trois tourteaux de gueules, portant une longue croix du même au guidon d'argent chargé d'une croix de gueules. DeviseDei gratia consules grassae. |
| Blason de Grasse | Détails | Le statut officiel du blason reste à déterminer. |

| Blason de Gréolières | Blason  | D'azur au château d'argent surmonté d'une fleur de lis d'or, à la filière du même. |
| Blason de Gréolières | Détails | Le statut officiel du blason reste à déterminer.                                   |

| Blason de Guillaumes | Blason  | Parti : d’azur à la lettre G capitale d’argent surmontée d’une fleur de lys d’or, et du même à trois pals de gueules. |
| Blason de Guillaumes | Détails | Le statut officiel du blason reste à déterminer.                                                                      |

- Haut – A
- B
- C
- D
- E
- F
- G
- H
- I
- J
- K
- L
- M
- N
- O
- P
- Q
- R
- S
- T
- U
- V
- W
- X
- Y
- Z

## I
| Blason de Ilonse | Blason  | D’or à trois rencontres de bélier de sable accornés d’argent, au chef de sinople chargé de trois épis de blé du champ. |
| Blason de Ilonse | Détails | Le statut officiel du blason reste à déterminer.                                                                       |

| Blason de Isola | Blason  | D'azur à la bande ondée d'argent, accompagnée en chef de deux clefs d'or passées en sautoir et en pointe de trois châtaignes du même à plomb rangées en bande. |
| Blason de Isola | Détails | Le statut officiel du blason reste à déterminer. |

- Haut – A
- B
- C
- D
- E
- F
- G
- H
- I
- J
- K
- L
- M
- N
- O
- P
- Q
- R
- S
- T
- U
- V
- W
- X
- Y
- Z

## L
| Blason de Lantosque | Blason  | De sinople à un pont alésé d’argent maçonné de sable, soutenant un oiseau éployé d’or surmonté d’une rose du 2e boutonnée du 4e. |
| Blason de Lantosque | Détails | Le statut officiel du blason reste à déterminer.                                                                                 |

| Blason de Levens | Blason  | Parti : de gueules à une hallebarde d'or entrelacée d'un listel du même chargé de l'inscription de sable LIBERTAS 1621, et d'azur à la champagne de sable* soutenant un coq de gueules* sur un rocher d'or surmonté d'un soleil du même mouvant de l'angle senestre du champ. DeviseLeventi castrum. |
| Blason de Levens | Détails | * Il y a là non-respect de la règle de contrariété des couleurs : ces armes sont fautives (gueules et sable sur azur). adopté le 19 mai 1937. |

| Blason de Lieuche | Blason  | D’or au chevron de gueules accompagné de trois étoiles du même. |
| Blason de Lieuche | Détails | Le statut officiel du blason reste à déterminer.                |

| Blason de Lucéram | Blason  | D'azur à l'étoile d'or chargée d'une rose de gueules, boutonnée d'un cœur d'argent, pointée de sinople, accompagnée en chef de deux croisettes cousues de gueules* et en pointe d'une tour d'argent.       |
| Blason de Lucéram | Détails | * Ces armes emploient le terme « cousu » dans le seul but de contrevenir à la règle de contrariété des couleurs : elles sont fautives : gueules sur azur. Le statut officiel du blason reste à déterminer. |

- Haut – A
- B
- C
- D
- E
- F
- G
- H
- I
- J
- K
- L
- M
- N
- O
- P
- Q
- R
- S
- T
- U
- V
- W
- X
- Y
- Z

## M
| Blason de Malaussène | Blason  | D’azur à la tour d'or, maçonnée, ouverte et ajourée de sable, chaussé d'argent. |
| Blason de Malaussène | Détails | Le statut officiel du blason reste à déterminer.                                |

| Blason de Mandelieu-la-Napoule | Blason  | D'or à un sautoir de gueules, coupé de sinople, à un écureuil assis d'argent. DeviseQu va vou li va qu va vou li pas mando (Que celui qui veut y aller y aille, que celui qui ne veut pas y aller y envoie quelqu'un). |
| Blason de Mandelieu-la-Napoule | Détails | Le statut officiel du blason reste à déterminer. |

| Blason de Marie | Blason  | De gueules à l'étoile de seize rais d'or chargée d'une tour du champ ouverte et ajourée du 2e. |
| Blason de Marie | Détails | Le statut officiel du blason reste à déterminer.                                               |

| Blason de Mas (Le) | Blason  | D’azur à la maison d’argent posée sur un tertre de sinople, au chef cousu parti de Savoie et de France. |
| Blason de Mas (Le) | Détails | Le statut officiel du blason reste à déterminer.                                                        |

| Blason de Massoins | Blason  | De gueules à l'étoile de seize rais d'or chargée d'une rose du champ boutonnée d'un cœur d'argent et pointée de sinople. |
| Blason de Massoins | Détails | Le statut officiel du blason reste à déterminer.                                                                         |

| Blason de Menton | Blason  | Parti : d'azur à saint Michel archange le bras dextre levé tenant un glaive, la pointe en bas, la senestre tenant une balance, terrassant le démon armé de sa fourche, le tout d'or, et d'argent au citronnier au naturel fruité d'or posé entre deux monts de sinople, le tout soutenu d'une mer d'azur mouvant de la pointe et au comble du même chargé de trois étoiles d'argent et au franc-canton senestre de gueules chargé de la lettre capitale F d'or. |
| Blason de Menton | Détails | Le statut officiel du blason reste à déterminer. |

| Blason de Mouans-Sartoux | Blason  | D'azur à une tour d'or.                          |
| Blason de Mouans-Sartoux | Détails | Le statut officiel du blason reste à déterminer. |

| Blason de Mougins | Blason  | D’azur à deux palmes adossées d’or posées en pal, accompagnées de trois fleurs de lys du même. |
| Blason de Mougins | Détails | Le statut officiel du blason reste à déterminer.                                               |

| Blason de Moulinet | Blason  | De sinople au pairle rétréci ondé renversé d’argent soutenu d’une montagne de trois coupeaux du même mouvant de la pointe, accosté à dextre d’une tête de crosse d’or avec son sudarium du 2e et à senestre d’une roue de moulin du 3e. |
| Blason de Moulinet | Détails | Armes parlantes. (roue de moulin) Le statut officiel du blason reste à déterminer. |

| Blason de Mujouls (Les) | Blason  | De gueules à l’étoile de seize rais d’or.        |
| Blason de Mujouls (Les) | Détails | Le statut officiel du blason reste à déterminer. |

- Haut – A
- B
- C
- D
- E
- F
- G
- H
- I
- J
- K
- L
- M
- N
- O
- P
- Q
- R
- S
- T
- U
- V
- W
- X
- Y
- Z

## N
| Blason de Nice | Blason  | D'argent à l'aigle couronnée de gueules au vol abaissé, empiétant une montagne de trois coupeaux de sinople issant d'une mer d'azur mouvant de la pointe et ondée d'argent. DeviseNicæa civitas fidelissima (Nice cité très fidèle). |
| Blason de Nice | Détails | Le statut officiel du blason reste à déterminer. |

- Haut – A
- B
- C
- D
- E
- F
- G
- H
- I
- J
- K
- L
- M
- N
- O
- P
- Q
- R
- S
- T
- U
- V
- W
- X
- Y
- Z

## O
| Blason de Opio | Blason  | D’azur à la fasce crénelée d’argent et maçonnée de sable sommée d’une crosse d’or issante. |
| Blason de Opio | Détails | Le statut officiel du blason reste à déterminer.                                           |

- Haut – A
- B
- C
- D
- E
- F
- G
- H
- I
- J
- K
- L
- M
- N
- O
- P
- Q
- R
- S
- T
- U
- V
- W
- X
- Y
- Z

## P
| Blason de Pégomas | Blason  | D'azur à un éléphant contourné d'argent.                            |
| Blason de Pégomas | Détails | Le statut officiel du blason reste à déterminer.                    |
| Blason de Pégomas | Alias   | Coupé : d'or à la fasce de sinople, et d’azur à un éléphant du 1er. |

| Blason de Peille | Blason  | D'argent à la croix pattée alésée de gueules.    |
| Blason de Peille | Détails | Le statut officiel du blason reste à déterminer. |

| Blason de Peillon | Blason  | D'or à la croix de gueules cantonnée au 1er d'un dragon contourné de sable crachant des flammes de gueules, au 2e d'une étoile à huit rais de sable, au 3e d'une tête de crosse contournée de sable, au 4e d'une palme de sable. |
| Blason de Peillon | Détails | Creation de M. Pierre-Jean Ciaudo, adoptée par délibération en 2011. |
| Blason de Peillon | Alias   | D'or à la croix de gueules cantonnée de quatre étoiles à huit rais d'azur (création de Maurice Benedetti). |

| Blason de Penne (La) | Blason  | D’argent au mantel de gueules chargé de deux roses du champ. |
| Blason de Penne (La) | Détails | Le statut officiel du blason reste à déterminer.             |

| Blason de Péone | Blason  | D’azur à la barre de sable* chargé de l’inscription PEONE en lettres capitales d’argent, accompagnée en chef d’une montagne de deux coupeaux mouvant du bord supérieur de la barre, celui de senestre plus élevé et sommé d’une croisette et en pointe d’une tête de chamois arrachée le tout d’argent. |
| Blason de Péone | Détails | * Il y a là non-respect de la règle de contrariété des couleurs : ces armes sont fautives (sable sur azur). Le statut officiel du blason reste à déterminer. |

| Blason de Peymeinade | Blason  | D’argent à l’écusson d’azur chargé d’une croix du champ, accosté et supporté par deux moines affrontés de carnation, habillés d’une bure au naturel et posés sur une terrasse isolée de sinople, celui de dextre tenant dans sa main dextre une faucille renversée d’argent et celui de senestre tenant dans sa main senestre une houe du même, le fer reposant à terre. |
| Blason de Peymeinade | Détails | Le statut officiel du blason reste à déterminer. |

| Blason de Pierlas | Blason  | De gueules à une étoile de seize rais d’or chargée d’un cœur du champ. |
| Blason de Pierlas | Détails | Le statut officiel du blason reste à déterminer.                       |

| Blason de Pierrefeu | Blason  | D’argent à deux flèches de gueules passées en sautoir, cantonné en chef et aux flancs de trois pierres enflammées du même. |
| Blason de Pierrefeu | Détails | Armes parlantes. Rébus : pierre + feu. Le statut officiel du blason reste à déterminer.                                    |

| Blason de Puget-Rostang | Blason  | D’or au mont de sable mouvant de la pointe surmonté d’une étoile de seize rais de gueules. |
| Blason de Puget-Rostang | Détails | Le statut officiel du blason reste à déterminer.                                           |

| Blason de Puget-Théniers | Blason  | De gueules à la croix pattée d'argent.           |
| Blason de Puget-Théniers | Détails | Le statut officiel du blason reste à déterminer. |

- Haut – A
- B
- C
- D
- E
- F
- G
- H
- I
- J
- K
- L
- M
- N
- O
- P
- Q
- R
- S
- T
- U
- V
- W
- X
- Y
- Z

## R
| Blason de Revest-les-Roches | Blason  | D’azur au mont escarpé mouvant de la pointe surmonté d’un gril la poignée en chef accosté de deux lettres R capitales le tout d’argent. |
| Blason de Revest-les-Roches | Détails | Le statut officiel du blason reste à déterminer.                                                                                        |

| Blason de Rigaud | Blason  | D’azur à la fasce ondée d’argent chargée d’une étoile de huit rais de gueules et accompagnée de deux tours d’or. |
| Blason de Rigaud | Détails | Le statut officiel du blason reste à déterminer.                                                                 |

| Blason de Rimplas | Blason  | D’or à un bourdon de pèlerin mouvant de la pointe, accosté de deux étoiles de huit rais, le tout de gueules. |
| Blason de Rimplas | Détails | Le statut officiel du blason reste à déterminer.                                                             |

| Blason de La Roque-en-Provence | Blason  | Parti: au 1er d'or à trois piles de gueules, mouvant du chef et du flanc dextre,appointées vers senestre en pointe, au 2e de sinople à la branche d'olivier d'argent posée en barre; à la champagne d'azur et au pont d'une arche et deux demies d'argent brochant en pointe sur le tout. DeviseMai du que lei dur |
| Blason de La Roque-en-Provence | Détails | Officiel : décret du 16 novembre 2015. |
| Blason de La Roque-en-Provence | Alias   | D’azur à la montagne de cinq coupeaux d’argent mouvant de la pointe. Ancien blason |

| Blason de Roquebillière | Blason  | Écartelé : au 1er et au 4e d’azur au lion couronné d’or, au 2e et au 3e d’or aux trois abeilles d’azur mal ordonnées. |
| Blason de Roquebillière | Détails | Le statut officiel du blason reste à déterminer.                                                                      |

| Blason de Roquebrune-Cap-Martin | Blason  | De gueules à la tour posée sur un mont issant d’une mer mouvant de la pointe, le tout d’or, au chef du même chargé d'un franc-quartier fuselé d’argent et du champ brochant sur le tout. |
| Blason de Roquebrune-Cap-Martin | Détails | Le statut officiel du blason reste à déterminer. |

| Blason de Roquestéron | Blason  | D’azur à la champagne de sinople soutenant deux tours d’or sur un mont issant du même, au pal ondé d’argent brochant sur le tout. |
| Blason de Roquestéron | Détails | Le statut officiel du blason reste à déterminer.                                                                                  |

| Blason de Roquefort-les-Pins | Blason  | D'azur au roc d’argent mouvant de la pointe, surmonté d'une épée renversée du même accostée de deux pommes de pin d'or. DeviseFortis ut rupes (Fort comme le roc). |
| Blason de Roquefort-les-Pins | Détails | Armes parlantes. Le statut officiel du blason reste à déterminer.                                                                                                  |

| Blason de Roquette-sur-Siagne (La) | Blason  | Taillé : d'azur à trois cyprès de sinople* mouvant de la ligne de partition accompagnés en chef d'un oiseau essorant d'argent, et du même à la champagne d'azur, au cyprès de sinople brochant, à la cotice en barre d'argent brochant sur la partition. |
| Blason de Roquette-sur-Siagne (La) | Détails | * Il y a là non-respect de la règle de contrariété des couleurs : ces armes sont fautives (sinople sur azur). Le statut officiel du blason reste à déterminer.                                                                                           |

| Blason de Roquette-sur-Var (La) | Blason  | D’or au mont de sinople issant d’ondes d’azur mouvant de la pointe, chargé de deux clefs passées en sautoir, celle de dextre d’or brochant, celle de senestre d’argent, surmonté d’une aigle bicéphale de sable. |
| Blason de Roquette-sur-Var (La) | Détails | Le statut officiel du blason reste à déterminer. |

| Blason de Roubion | Blason  | D'argent à la tour de sable, maçonnée du champ, ouverte et ajourée de gueules, au chef tiercé en pal, au 1er et 3e fuselé d'argent et de gueules, au 2e d'argent à l'étoile de huit rais de gueules. |
| Blason de Roubion | Détails | Le statut officiel du blason reste à déterminer. |

| Blason de Roure | Blason  | D’argent au chêne rouvre arraché de sinople, englanté d’or posé sur un mont escarpé de pourpre mouvant de la pointe. DeviseE saxo robur |
| Blason de Roure | Détails | Armes parlantes. À peu près : rouvre → Roure. Le statut officiel du blason reste à déterminer.                                          |

| Blason de Rouret (Le) | Blason  | D’azur au chêne d’or senestré d’une tour d’argent, ouverte et ajourée de gueules, maçonnée de sable, le tout sur une terrasse de sinople. |
| Blason de Rouret (Le) | Détails | Le statut officiel du blason reste à déterminer.                                                                                          |

- Haut – A
- B
- C
- D
- E
- F
- G
- H
- I
- J
- K
- L
- M
- N
- O
- P
- Q
- R
- S
- T
- U
- V
- W
- X
- Y
- Z

## S
| Blason de Saint-André-de-la-Roche | Blason  | D’azur à un bouc saillant d’or issant d'une mer d’argent ondée de sinople mouvant de la pointe, tenant dans sa gueule un serpent de sable écaillé d’argent et tortillé en pal, accompagné en chef-dextre d’une étoile du 2e. DeviseE sapienti prodest (On ne progresse que grâce à la sagesse). Arma tuentur, pax fecit laetos (Les armes nous défendent, la paix nous rend heureux). |
| Blason de Saint-André-de-la-Roche | Détails | Le statut officiel du blason reste à déterminer. |

| Blason de Saint-Antonin | Blason  | De gueules au lion d'or, tenant de sa patte dextre une balance de même. |
| Blason de Saint-Antonin | Détails | Le statut officiel du blason reste à déterminer.                        |

| Blason de Saint-Auban | Blason  | De gueules à la palme d’or adextrée en chef d’une étoile d’argent, chaussé du même, à deux croisettes du champ. |
| Blason de Saint-Auban | Détails | Le statut officiel du blason reste à déterminer.                                                                |

| Blason de Saint-Blaise | Blason  | De gueules à deux cierges allumés d’argent passés en sautoir, à la crosse d’or posée en pal, mouvant de la pointe et brochant sur le tout, au chef du même chargé d’une étoile de huit rais du champ accostée de deux croisettes d’azur. |
| Blason de Saint-Blaise | Détails | Le statut officiel du blason reste à déterminer. |

| Blason de Saint-Brès | Blason  | Tiercé en fasce : au 1er d'azur à l'agneau pascal d'argent portant une bannière du même chargée d'une croisette de gueules, au 2e d'argent à trois croisettes de gueules, au 3e d'or à trois pals de gueules. |
| Blason de Saint-Brès | Détails | Blason attribué par la commune de Guillaumes, dont Saint-Brès est un hameau. Le statut officiel du blason reste à déterminer.                                                                                 |

| Blason de Saint-Cézaire-sur-Siagne | Blason  | D’azur à deux lettres S et C capitales d’or surmontées d’une fleur de lys du même. |
| Blason de Saint-Cézaire-sur-Siagne | Détails | Le statut officiel du blason reste à déterminer.                                   |

| Blason de Saint-Dalmas-le-Selvage | Blason  | D’argent à trois sapins de sinople rangés en fasce surmontés d’une croisette ancrée de gueules ajourée en losange du champ. |
| Blason de Saint-Dalmas-le-Selvage | Détails | Le statut officiel du blason reste à déterminer.                                                                            |

| Blason de Saint-Étienne-de-Tinée | Blason  | De gueules à deux croisettes d'argent posées en pal. |
| Blason de Saint-Étienne-de-Tinée | Détails | Le statut officiel du blason reste à déterminer.     |

| Blason de Saint-Jean-Cap-Ferrat | Blason  | D'azur à une tour d'or sur un roc du même mouvant d'une mer du champ ondée d'argent, sommée de l'agneau pascal couché du même nimbé du 2e, portant une bannerette du 3e chargée d'une croisette de gueules, adextrée d'une ancre marine et senestrée d'un hippocampe, le tout du 3e. |
| Blason de Saint-Jean-Cap-Ferrat | Détails | Le statut officiel du blason reste à déterminer. |

| Blason de Saint-Jeannet | Blason  | D’azur à saint Jean de carnation chevelé et barbé d’argent, nimbé d'or, habillé d’une peau de bête d’or, assis sur un tertre terrassé de sinople, tenant de sa main senestre une bannière d’argent à la hampe croisée d’or et chargée d’une croisette du même, caressant de sa dextre un agneau contourné aussi d'argent. |
| Blason de Saint-Jeannet | Détails | Le statut officiel du blason reste à déterminer. |

| Blason de Saint-Laurent-du-Var | Blason  | De gueules à un gril d’argent la poignée en chef, accostée de deux lettres L et S capitales d’or. |
| Blason de Saint-Laurent-du-Var | Détails | Le statut officiel du blason reste à déterminer.                                                  |

| Blason de Saint-Léger | Blason  | De gueules à l’aigle d’or chargée en cœur d’une croisette d’azur. |
| Blason de Saint-Léger | Détails | Le statut officiel du blason reste à déterminer.                  |

| Blason de Saint-Martin-d'Entraunes | Blason  | D’argent au noyer au naturel, le tronc chargé d’une croisette haussée de gueules, sur une terrasse de sinople. |
| Blason de Saint-Martin-d'Entraunes | Détails | Le statut officiel du blason reste à déterminer.                                                               |

| Blason de Saint-Martin-du-Var | Blason  | D’or au pont d’une arche et deux demies d’azur sous lequel serpente une rivière du même, surmonté d’un globe terrestre enflammé de gueules. |
| Blason de Saint-Martin-du-Var | Détails | Le statut officiel du blason reste à déterminer.                                                                                            |

| Blason de Saint-Martin-Vésubie | Blason  | Parti : de gueules à la barre cousue de sinople* chargée de trois étoiles à six rais d'or, et d'azur à une montagne de deux pics d'or chargée de sapins de sinople sans nombre.                             |
| Blason de Saint-Martin-Vésubie | Détails | * Il y a là non-respect de la règle de contrariété des couleurs : ces armes sont fautives (barre de sinople sur champ de gueules, interdit en héraldique). Le statut officiel du blason reste à déterminer. |
| Blason de Saint-Martin-Vésubie | Alias   | D’argent à la fleur de lys florencée d’azur soutenue d’une jumelle ondée du même, au mantel aussi d’azur chargé de trois étoiles d’or mal ordonnées.                                                        |

| Blason de Saint-Paul-de-Vence | Blason  | D’azur à saint Paul de carnation, chevelé, barbé, auréolé et habillé d’argent, s’appuyant de sa main dextre sur une épée et tenant dans sa senestre un livre ouvert, le tout du même. |
| Blason de Saint-Paul-de-Vence | Détails | Le statut officiel du blason reste à déterminer. |

| Blason de Saint-Sauveur-sur-Tinée | Blason  | De gueules à la croix tréflée d'or, cantonnée en chef à dextre d'une étoile d'argent et en pointe à senestre d'une fleur de lys du même. |
| Blason de Saint-Sauveur-sur-Tinée | Détails | Le statut officiel du blason reste à déterminer.                                                                                         |

| Blason de Saint-Vallier-de-Thiey | Blason  | D’argent à saint Vallier, évêque, de carnation, bénissant de la main dextre, habillé d’une aube du champ, la chape d’azur doublée de gueules, la mitre du 3e bordée d’or, tenant de la main senestre une crosse du même. |
| Blason de Saint-Vallier-de-Thiey | Détails | Le statut officiel du blason reste à déterminer. |

| Blason de Sainte-Agnès | Blason  | D’azur à trois étoiles d’or.                     |
| Blason de Sainte-Agnès | Détails | Le statut officiel du blason reste à déterminer. |

| Blason de Sallagriffon | Blason  | Écartelé : de gueules au griffon passant d’or, et du même au lion couronné de sable. |
| Blason de Sallagriffon | Détails | Armes parlantes. Le statut officiel du blason reste à déterminer.                    |

| Blason de Saorge | Blason  | D’azur à saint Georges à cheval contourné d’argent, la cape de gueules et le casque sommé de trois plumes du même, sur une terrasse de sinople, terrassant un dragon couché de gueules (alias : d'argent) brochant sur le tout. |
| Blason de Saorge | Détails | Armes parlantes. Contraction de « Saint-Georges » Le statut officiel du blason reste à déterminer. |

| Blason de Sauze | Blason  | D’argent au saule pleureur arraché de sinople chargé d’un écusson fuselé d’argent et de gueules. |
| Blason de Sauze | Détails | Armes parlantes. À peu près : saule → Sauze. Le statut officiel du blason reste à déterminer.    |

| Blason de Séranon | Blason  | D’azur au soleil non figuré d’or.                |
| Blason de Séranon | Détails | Le statut officiel du blason reste à déterminer. |

| Blason de Sigale | Blason  | D’argent au mont de sinople sommé d’un chardon au naturel. |
| Blason de Sigale | Détails | Le statut officiel du blason reste à déterminer.           |

| Blason de Sospel | Blason  | De gueules à saint Georges contourné de carnation, vêtu d'azur, casqué d'or, sur un cheval d'argent, terrassant un dragon couché de sinople. |
| Blason de Sospel | Détails | Le statut de ces armes au vu de la règle de contrariété des couleurs est discutable. Le statut officiel du blason reste à déterminer.        |

| Blason de Spéracèdes | Blason  | D'azur à la chèvre d'argent couronnée d'or et surmontée d'un lis de jardin du même fleuri de deux pièces d'argent. |
| Blason de Spéracèdes | Détails | Le statut officiel du blason reste à déterminer.                                                                   |

- Haut – A
- B
- C
- D
- E
- F
- G
- H
- I
- J
- K
- L
- M
- N
- O
- P
- Q
- R
- S
- T
- U
- V
- W
- X
- Y
- Z

## T
| Blason de Tende | Blason  | Écartelé : de gueules à la croix d'argent, une traverse de sable brochant, et d'or à l'aigle bicéphale de sable, contre-écartelé de gueules au chef d'or. |
| Blason de Tende | Détails | Il semble qu'il y ait une erreur et que le blason proposé soit celui des comtes de Tende après le mariage d'Anne Lascaris avec René de Savoie. Le blason de Tende serait celui en contre-écartelé : De gueules au chef d'or. Le statut officiel du blason reste à déterminer. |

| Blason de Théoule-sur-Mer | Blason  | Écartelé : au 1er d'azur à un rameau de mimosa d'or posé en bande, au 2e d'azur à sainte Germaine d'or, au 3e d'azur à la tour d'or ouverte du champ, posée sur une onde isolée d'or, au 4e d'azur à la rascasse d'or, à un filet du même brochant sur le coupé, au pal d'or chargé de trois vergettes de gueules et d'un tau d'or brochant en abîme, ledit pal brochant sur la partition. |
| Blason de Théoule-sur-Mer | Détails | Le statut officiel du blason reste à déterminer. |

| Blason de Thiéry | Blason  | Fuselé d’argent et de gueules à la tour d’or maçonnée de sable brochant sur le tout. |
| Blason de Thiéry | Détails | Le statut officiel du blason reste à déterminer.                                     |

| Blason de Tignet (Le) | Blason  | Taillé : d’azur à la tour d’or maçonnée de sable, et de gueules au rameau d’olivier d’or posé en barre. |
| Blason de Tignet (Le) | Détails | Le statut officiel du blason reste à déterminer.                                                        |

| Blason de Toudon | Blason  | D’or à un milan de sable becqué et armé de gueules, essorant d’un rocher du même mouvant de la pointe, surmonté d’une étoile de seize rais du même. |
| Blason de Toudon | Détails | Le statut officiel du blason reste à déterminer. |

| Blason de Touët-de-l'Escarène | Blason  | Tranché : d’azur et de sinople à la bande d’or brochant sur la partition accompagnée de deux croisettes d’argent. |
| Blason de Touët-de-l'Escarène | Détails | Le statut officiel du blason reste à déterminer.                                                                  |

| Blason de Touët-sur-Var | Blason  | Tranché : d’azur à la tour d’or hersée et maçonnée de sable surmontée d’une étoile de huit rais du 2e, et de sinople à la grappe de raisin tigée et feuillée du 2e, à la bande ondée d’argent brochant sur la partition. |
| Blason de Touët-sur-Var | Détails | Le statut officiel du blason reste à déterminer. |

| Blason de Tour (La) | Blason  | D’azur aux deux pals ondés d’or enfermant une tour du même posée sur un mont d’argent mouvant de la pointe et surmontée d’un croissant contourné aussi d’or. |
| Blason de Tour (La) | Détails | Le statut officiel du blason reste à déterminer. |

| Blason de Tourette-du-Château | Blason  | D'azur à un château à deux tours couvertes et girouettées d'argent, posé sur un rocher du même et surmonté d'un écusson fuselé du même et de gueules. DeviseFirmum sicut saxum. |
| Blason de Tourette-du-Château | Détails | Le statut officiel du blason reste à déterminer. |

| Blason de Tournefort | Blason  | D’azur à un rocher d’argent mouvant de la pointe sommé d’un lys de jardin du même, surmonté d’une étoile de huit rais cousue de gueules*.                                                                               |
| Blason de Tournefort | Détails | * Ces armes emploient le terme « cousu » dans le seul but de contrevenir à la règle de contrariété des couleurs : elles sont fautives : cousu inacceptable et inutile. Le statut officiel du blason reste à déterminer. |

| Blason de Tourrette-Levens | Blason  | D’azur à une comète de seize rais caudée de deux pièces d’or, accompagnée de quatre tours d’argent maçonnées de sable. |
| Blason de Tourrette-Levens | Détails | Le statut officiel du blason reste à déterminer.                                                                       |

| Blason de Tourrettes-sur-Loup | Blason  | De gueules fretté de six lances de tournoi d’or, entresemé d’écussons du même, à l’écusson d’azur à la fleur de lys aussi d’or brochant en cœur sur le tout. |
| Blason de Tourrettes-sur-Loup | Détails | Le statut officiel du blason reste à déterminer. |

| Blason de Trinité (La) | Blason  | Parti : au 1er de gueules à un pin d'argent terrassé de sinople, surmonté d’une jumelle ondée du 2e et au chef de Savoie, au 2e d’azur à un monastère d’argent essoré de gueules brochant sur une montagne de deux pics de sinople, le tout posé sur un pont d'argent de deux arches enjambant une rivière d'azur, les berges de sinople, et au chef tiercé en pal d’azur, d’argent et de gueules. |
| Blason de Trinité (La) | Détails | Le statut officiel du blason reste à déterminer. |

| Blason de Turbie (La) | Blason  | D’azur aux ruines du trophée d’Auguste d’argent. |
| Blason de Turbie (La) | Détails | Le statut officiel du blason reste à déterminer. |

- Haut – A
- B
- C
- D
- E
- F
- G
- H
- I
- J
- K
- L
- M
- N
- O
- P
- Q
- R
- S
- T
- U
- V
- W
- X
- Y
- Z

## U
| Blason de Utelle | Blason  | D’argent à deux pals d’azur, à l’ours en pied de sable brochant sur le tout. |
| Blason de Utelle | Détails | Le statut officiel du blason reste à déterminer.                             |

- Haut – A
- B
- C
- D
- E
- F
- G
- H
- I
- J
- K
- L
- M
- N
- O
- P
- Q
- R
- S
- T
- U
- V
- W
- X
- Y
- Z

## V
| Blason de Valbonne | Blason  | D’azur à la palme d’or posée en pal.             |
| Blason de Valbonne | Détails | Le statut officiel du blason reste à déterminer. |

| Blason de Valdeblore | Blason  | D’azur à la croix d’argent cantonnée de quatre tours d’or, ouvertes du champ, ajourées et maçonnées de sable, sur le tout, d’or à trois bandes d'azur. |
| Blason de Valdeblore | Détails | Le statut officiel du blason reste à déterminer. |

| Blason de Valderoure | Blason  | D'argent à une branche de chêne rouvre de sinople englantée d'or, chaussé de sinople. DeviseSemper robur (Toujours solide). |
| Blason de Valderoure | Détails | Armes parlantes. À peu près : rouvre → roure. Le statut officiel du blason reste à déterminer.                              |

| Blason de Vallauris | Blason  | D’azur à deux palmes d’or passées en sautoir et liées d’argent, cantonnées en chef d’une fleur de lys du 2e. |
| Blason de Vallauris | Détails | Le statut officiel du blason reste à déterminer.                                                             |

| Blason de Venanson | Blason  | D’azur à une hache d’armes et un bourdon de pèlerin passés en sautoir, le tout d’or, accompagnés de quatre tours d’argent aux cantons de l’écu. |
| Blason de Venanson | Détails | Le statut officiel du blason reste à déterminer.                                                                                                |

| Blason de Vence | Blason  | D'azur à la tour crénelée de cinq pièces d'argent, maçonnée de sable. |
| Blason de Vence | Détails | Le statut officiel du blason reste à déterminer.                      |

| Blason de Villars-sur-Var | Blason  | Tiercé en fasce : au 1er d’azur à deux étoiles d’argent, au 2e fascé du même et de gueules de quatre pièces, au 3e d’or à deux oliviers arrachés de sinople. |
| Blason de Villars-sur-Var | Détails | Le statut officiel du blason reste à déterminer. |

| Blason de Villefranche-sur-Mer | Blason  | D’argent à un arbre terrassé au naturel accosté des lettres capitales V et F de sable, au chef parti de Provence et de Savoie. |
| Blason de Villefranche-sur-Mer | Détails | Le statut officiel du blason reste à déterminer.                                                                               |

| Blason de Villeneuve-d'Entraunes | Blason  | D’azur à une clef et une flèche passées en sautoir, au château brochant le tout d’or, surmonté d’une étoile de huit rais de gueules*.                          |
| Blason de Villeneuve-d'Entraunes | Détails | * Il y a là non-respect de la règle de contrariété des couleurs : ces armes sont fautives (gueules sur azur). Le statut officiel du blason reste à déterminer. |

| Blason de Villeneuve-Loubet | Blason  | D’or à deux cocons de ver à soie de sable passés en sautoir. |
| Blason de Villeneuve-Loubet | Détails | Le statut officiel du blason reste à déterminer.             |

| Blason de Villeplane | Blason  | Divisé en chevron d'azur à un âne d'argent, et d'or à trois pals de gueules.                                                  |
| Blason de Villeplane | Détails | Blason attribué par la commune de Guillaumes, dont Villeplane est un hameau. Le statut officiel du blason reste à déterminer. |

| Blason de Villetale | Blason  | D'or à trois pals de gueules, à la champagne de sinople chargée d'une église d'argent.                                       |
| Blason de Villetale | Détails | Blason attribué par la commune de Guillaumes, dont Villetale est un hameau. Le statut officiel du blason reste à déterminer. |

- Haut – A
- B
- C
- D
- E
- F
- G
- H
- I
- J
- K
- L
- M
- N
- O
- P
- Q
- R
- S
- T
- U
- V
- W
- X
- Y
- Z